# Autostrade del mare

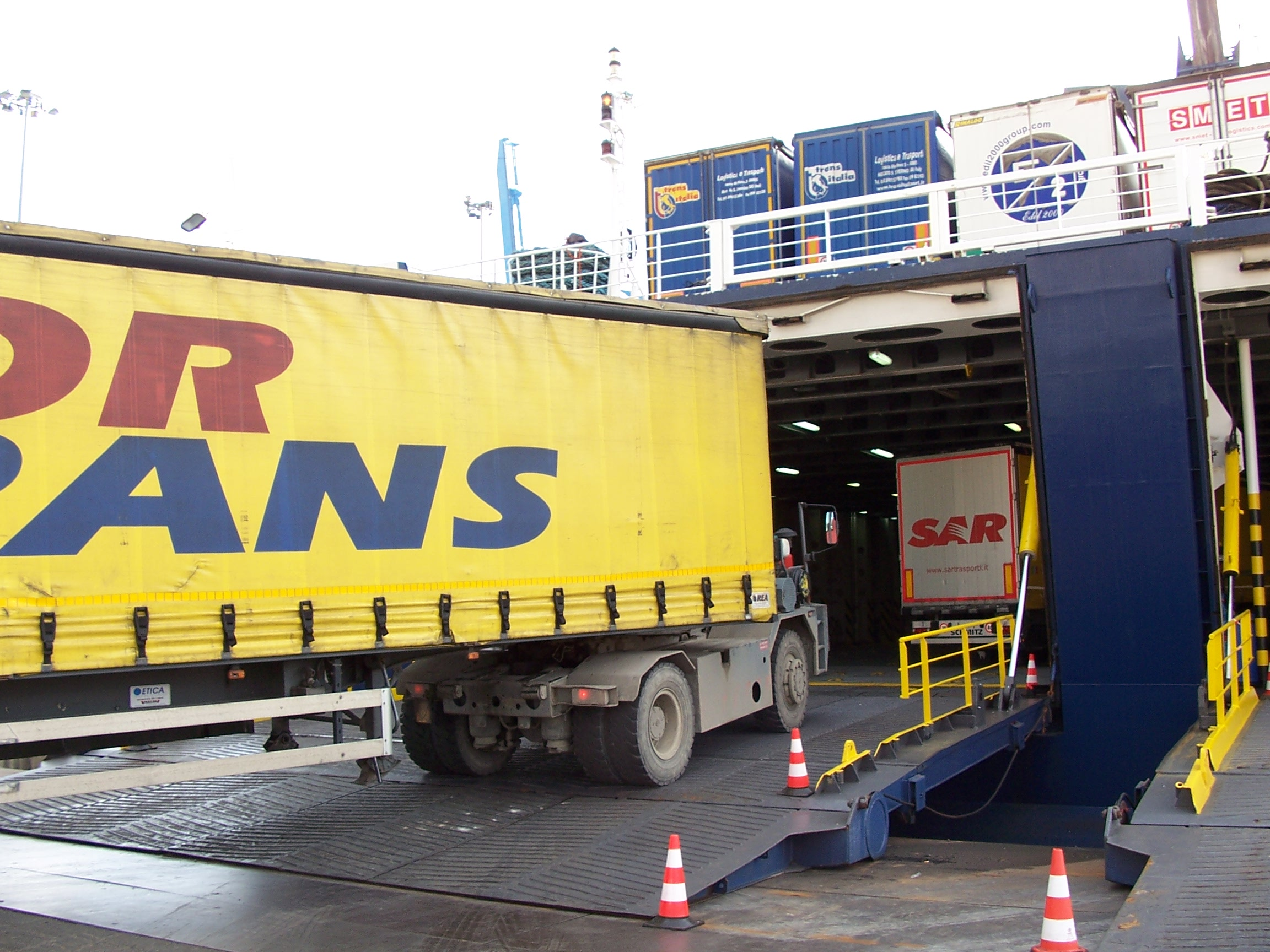
Un traghetto durante le operazioni d'imbarco nel porto di Civitavecchia.

Le autostrade del mare rappresentano uno sviluppo nelle politiche dei trasporti nell'Unione europea, che punta sull'importanza del trasporto via mare. Lo scopo principale delle autostrade del mare è di migliorare le comunicazioni con regioni periferiche del continente europeo e di rafforzare le reti fra paesi candidati dell'Unione e quelli già membri effettivi.

## Descrizione
L'adozione da parte della Commissione Europea risale al giugno 2001, a Göteborg (Svezia).
Le autostrade del mare sono un servizio di trasporto marittimo alternativo alla viabilità ordinaria su strada delle merci che prevede linee di cabotaggio di più imprese per svolgere collegamenti tra il Nord e il Sud Italia e negli Stati europei che si affacciano sul mar Mediterraneo. Il programma europeo delle autostrade del mare che riguarda i paesi che si affacciano sul Mediterraneo è una derivazione del "Progetto 21 Motorways of the Sea", approvato dal Consiglio europeo nell'ambito delle Reti Transeuropee TEN-T, che ha l'obiettivo di collegare i vari porti del Mediterraneo sostituendo al trasporto su gomma, particolarmente costoso e inquinante, il trasporto di merci per mare adottando proprio la navigazione a cabotaggio, molto adatta per esempio per la penisola italiana con le sue estese coste e porti.
Questa tipologia di trasporto, oltre a ridurre il traffico su strade e autostrade, permetterebbe anche di diminuire sensibilmente l'inquinamento atmosferico e soprattutto di realizzare un risparmio economico nel trasporto delle merci.
In Italia è previsto un ecobonus alle società armatrici, che serviranno a diminuire ulteriormente le tariffe di trasporto, rendendo così agli autotrasportatori una maggiore convenienza di trasporto rispetto ai costi da sostenere sulle vie di terra.
Importante è anche in molti casi un risparmio in termini di tempi di viaggio, grazie alle sempre più moderne flotte di navi Ro-Ro con una maggiore velocità di navigazione.
Il sistema autostrade del mare si basa inoltre su un concetto di intermodalità, dove le merci si possano velocemente spostare e trasbordare tra vari mezzi di trasporto.

## Rotte
Le rotte selezionate per essere qualificate come autostrade del mare devono corrispondere ad una serie di criteri di qualità, riguardanti frequenza, costi da porto a porto, semplicità degli adempimenti amministrativi. 
Uno degli impatti delle autostrade del mare è il risparmio energetico, la riduzione dell'inquinamento ed una maggiore capacità sulle reti di trasporto terrestri europee.

## Aree geografiche
Sono quattro le aree geografiche designate dal Consiglio europeo:
- rotta del Baltico
- rotta dell'Europa occidentale, dal Portogallo e la Spagna via Atlantico fino al mare del Nord e all'Irlanda
- rotta dell'Europa sud-orientale, dall'Adriatico allo Ionio e il Mediterraneo orientale, inclusa Cipro
- rotta dell'Europa sud-occidentale, collegando Spagna, Francia, Italia, inclusa Malta, collegandosi inoltre alla rotta dell'Europa sud-orientale fino al mar Nero

## Cabotaggio in Italia
Segue l'elenco di collegamenti rientranti nel progetto autostrade del mare.

### Mappa

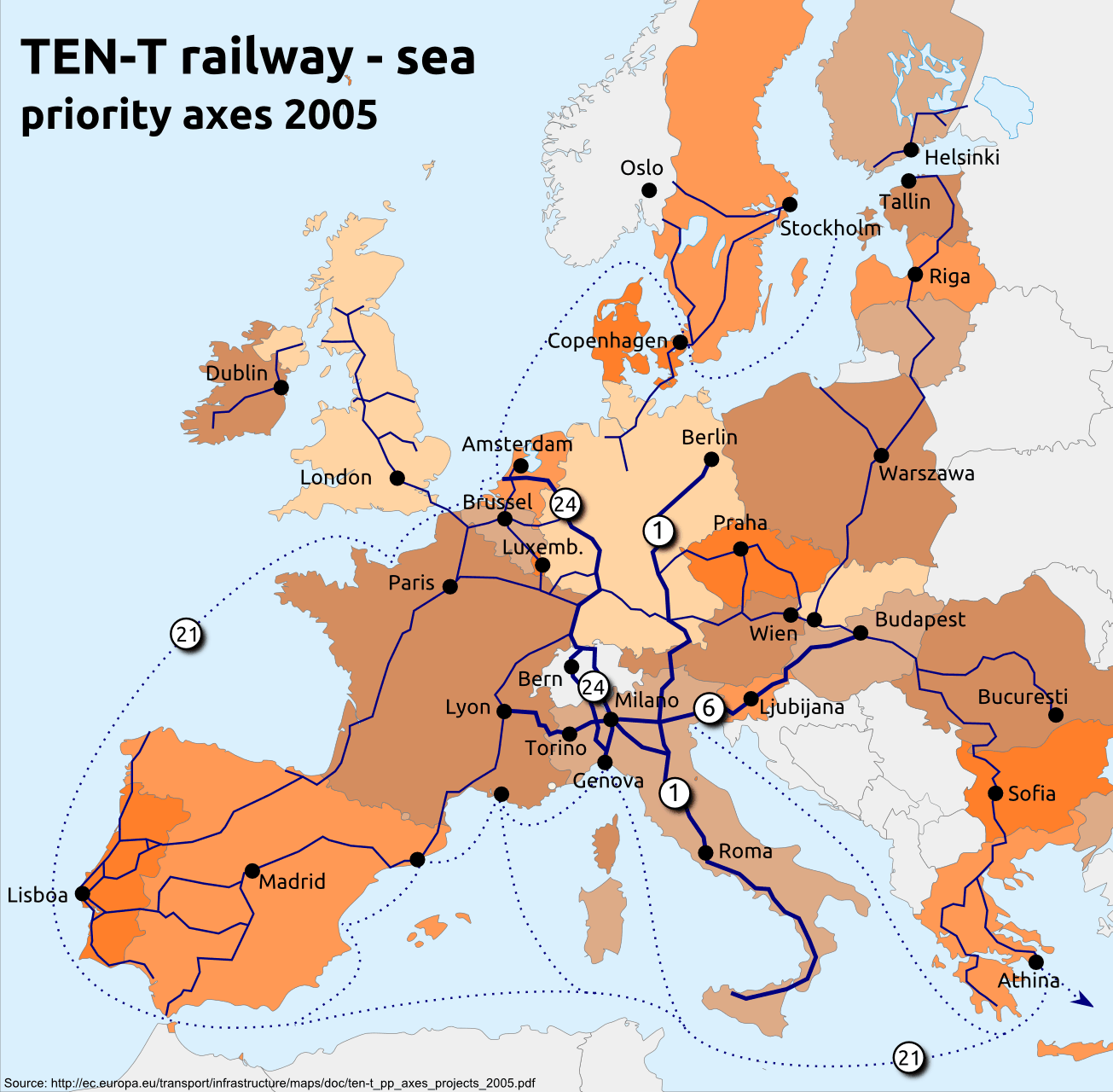
Assi ferroviari e marittimi TEN-T 2005. Sono evidenziati gli assi 1, 6 e 24 che interessano l'Italia. Le "autostrade del mare" costituiscono il progetto prioritario 21.

### Linee con l'estero

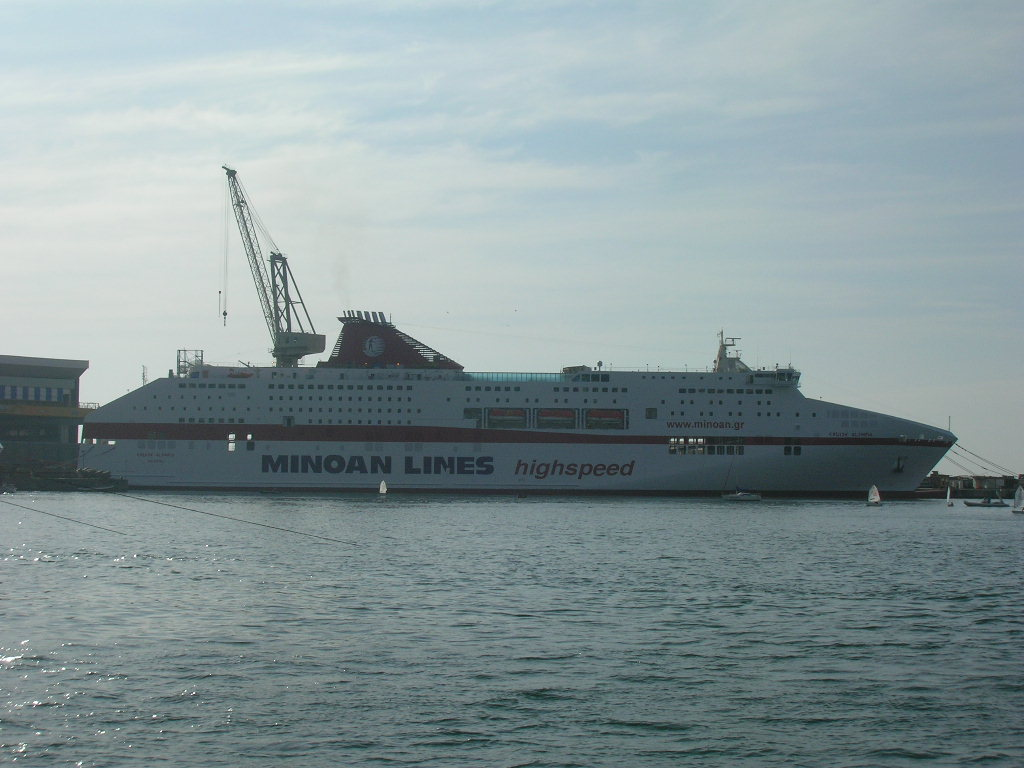
Il cruise-ferry Cruise Olympia, impiegato in alta stagione nei collegamenti Venezia-Patrasso.

Italia - Turchia
| Rotta                        | Compagnia       | Tempo percorrenza | Frequenza        |
| ---------------------------- | --------------- | ----------------- | ---------------- |
| Trieste - Ambarli (Istanbul) | DFDS            | 60 h              | Trisettimanale   |
| Trieste - Mersin             | DFDS            | 60 h              | Bisettimanale    |
| Trieste - Yalova             | DFDS            | 60 h              | Trisettimanale   |
| Trieste - Pendik             | DFDS            | 60 h              | Plurisettimanale |
| Trieste - Çeşme              | Ulusoy Sealines | 60 h              | Plurisettimanale |
| Bari - Pendik                | DFDS            | 45 h              | Settimanale      |

 Italia - Albania 
| Rotta             | Compagnia     | Tempo percorrenza | Frequenza        |
| ----------------- | ------------- | ----------------- | ---------------- |
| Trieste - Durazzo | Adria Ferries | 37 h              | Plurisettimanale |

 Italia - Grecia 
| Rotta                          | Compagnia                        | Tempo percorrenza | Frequenza      |
| ------------------------------ | -------------------------------- | ----------------- | -------------- |
| Ancona - Igoumenitsa           | Minoan Lines                     | 21 h 30 m         | Trisettimanale |
| Trieste - Ancona - Igoumenitsa | Gruppo Grimaldi                  | h 15 47 m         | Trisettimanale |
| Venezia - Patrasso             | Gruppo Grimaldi Anek Lines       | 24 h 40 m         | Bisettimanale  |
| Venezia - Igoumenitsa          | Grimaldi Minoan Lines Anek Lines | 19 h 40 m         | Bisettimanale  |
| Bari - Patrasso                | Gruppo Grimaldi                  | 16 h 30 m         | Bisettimanale  |

### Italia - Malta
| Rotta                 | Compagnia                | Tempo percorrenza | Frequenza     |
| --------------------- | ------------------------ | ----------------- | ------------- |
| Genova - La Valletta  | Gruppo Grimaldi Tirrenia | 34 h 30 m         | Bisettimanale |
| Livorno - La Valletta | Tirrenia                 | 28 h              | Bisettimanale |
| Catania - La Valletta | Gruppo Grimaldi Tirrenia | 7 h               | Bisettimanale |

### Italia - Spagna
| Rotta                      | Compagnia          | Tempo percorrenza | Frequenza      |
| -------------------------- | ------------------ | ----------------- | -------------- |
| Salerno - Sagunto          | Gruppo Grimaldi    | 43 h              | Bisettimanale  |
| Cagliari - Sagunto         | Gruppo Grimaldi    | 27 h 30 m         | Bisettimanale  |
| Genova - Barcellona        | Grandi Navi Veloci | 18 h              | Giornaliera    |
| Civitavecchia - Barcellona | Grimaldi Lines     | 18 h              | Giornaliera    |
| Livorno - Barcellona       | Gruppo Grimaldi    | 21 h              | Trisettimanale |
| Savona - Barcellona        | Gruppo Grimaldi    | 16 h 30 m         | Trisettimanale |
| Livorno - Valencia         | Gruppo Grimaldi    | 36 h              | Trisettimanale |
| Savona - Valencia          | Gruppo Grimaldi    | 28 h              | Trisettimanale |
| Salerno - Valencia         | Gruppo Grimaldi    | 40 h              | Trisettimanale |

### Italia - Tunisia
| Rotta                  | Compagnia                          | Tempo percorrenza | Frequenza     |
| ---------------------- | ---------------------------------- | ----------------- | ------------- |
| Genova - Tunisi        | Compagnie Tunisienne de Navigation | 43 h              | Settimanale   |
| Livorno - Tunisi       | Compagnie Tunisienne de Navigation | 27 h 30 m         | Settimanale   |
| Civitavecchia - Tunisi | Grimaldi Lines                     | 15 h 30 m         | Settimanale   |
| Gioia Tauro - Radès    | Ignazio Messina & C.               | 18 h              | Bisettimanale |

### Linee interne
Emilia-Romagna - Puglia - Sicilia 
| Rotta                        | Compagnia | Tempo percorrenza | Frequenza        |
| ---------------------------- | --------- | ----------------- | ---------------- |
| Ravenna - Brindisi - Catania | Tirrenia  | 18 h/ 36 h        | Plurisettimanale |

 Campania - Sicilia 
| Rotta                          | Compagnia          | Tempo percorrenza | Frequenza     |
| ------------------------------ | ------------------ | ----------------- | ------------- |
| Salerno - Messina              | Caronte & Tourist  | 7 h 15 m          | Giornaliera   |
| Salerno - Catania              | Grimaldi Lines     | 15 h              | Giornaliera   |
| Salerno - Palermo              | Grimaldi Lines     | 9 h               | Bisettimanale |
| Napoli - Palermo               | Tirrenia SNAV      | 11 h              | Giornaliera   |
| Napoli - Termini Imerese       | Grandi Navi Veloci | 8 h               | Giornaliera   |
| Napoli - Isole Eolie - Milazzo | Siremar            | 17 h 20 m         | Bisettimanale |

 Campania - Sardegna 
| Rotta              | Compagnia       | Tempo percorrenza | Frequenza      |
| ------------------ | --------------- | ----------------- | -------------- |
| Napoli - Cagliari  | Tirrenia        | 13 h 30 m         | Bisettimanale  |
| Salerno - Cagliari | Gruppo Grimaldi | 15 h              | Trisettimanale |

 Liguria - Sardegna 
| Rotta                 | Compagnia       | Tempo percorrenza | Frequenza      |
| --------------------- | --------------- | ----------------- | -------------- |
| Genova - Porto Torres | Gruppo Grimaldi | 11 h 30 m         | Trisettimanale |
| Genova - Cagliari     | Gruppo Grimaldi | 22 h              | Trisettimanale |

 Lazio - Sardegna 
| Rotta                        | Compagnia       | Tempo percorrenza | Frequenza     |
| ---------------------------- | --------------- | ----------------- | ------------- |
| Civitavecchia - Porto Torres | Gruppo Grimaldi | 8 h               | Bisettimanale |
| Civitavecchia - Cagliari     | Gruppo Grimaldi | 14 h              | Settimanale   |

 Toscana - Sardegna 
| Rotta                        | Compagnia                  | Tempo percorrenza | Frequenza        |
| ---------------------------- | -------------------------- | ----------------- | ---------------- |
| Livorno - Olbia              | Gruppo Grimaldi Moby Lines | 8 h 30 m          | Giornaliera      |
| Livorno - Cagliari           | Gruppo Grimaldi Moby Lines | 18 h              | Plurisettimanale |
| Marina di Carrara - Cagliari | Gruppo Grendi              | 18 h              | Trisettimanale   |

 Lazio - Sicilia 
| Rotta                           | Compagnia          | Tempo percorrenza | Frequenza     |
| ------------------------------- | ------------------ | ----------------- | ------------- |
| Civitavecchia - Palermo         | Grandi Navi Veloci | 12 h              | Bisettimanale |
| Civitavecchia - Termini Imerese | Grandi Navi Veloci | 13 h              | Settimanale   |

 Toscana - Sicilia 
| Rotta             | Compagnia      | Tempo percorrenza | Frequenza        |
| ----------------- | -------------- | ----------------- | ---------------- |
| Livorno - Palermo | Grimaldi Lines | 16 h 30 m         | Plurisettimanale |